# Ivánc
Ivánc è un comune dell'Ungheria di 709 abitanti (dati 2001). È situato nella contea di Vas.